# 7th Heaven (film)
 For alternative betydninger, se 7th Heaven. (Se også artikler, som begynder med 7th Heaven)
7th Heaven eller Seventh Heaven (dansk titel Den store Time) er en amerikansk stumfilm fra 1927. Det var en af de første film der blev nomineret til en Oscar for bedste film, ved den første oscaruddeling i 1929. Filmen er skrevet af Benjamin Glazer, inspireret af Broadwaymusicalen med samme navn, og instrueret af Frank Borzage. Det er en romantisk film, med Janet Gaynor of Charles Farrell i hovedrollerne.

## Priser og nomineringer
Oscar:
- Bedste Produktion (1927/28, nomineret)
- Bedste Instruktør (Frank Borzage, vinder)
- Bedste Kvindelige Hovedrolle (Janet Gaynor, vinder)
- Bedste Scenografi (Harry Oliver, nomineret)

Kinema Juno Awards:
- Bedste udenlandske film (1928, Vinder)

Photoplay Awards:
- Medal of Honor (William Fox, vinder)